# Roberto Benzi (fisico)
Roberto Benzi (Roma, 1952) è un fisico italiano, noto per i suoi contributi alla fisica statistica e alla fluidodinamica.

## Biografia
Roberto Benzi si è laureato in fisica nel 1975 presso l'Università degli Studi di Roma "La Sapienza", con relatore Nicola Cabibbo. Dopo un breve periodo come assistente presso la stessa università, dal 1978 al 1981 è stato borsista presso il CNR a Roma. A partire dal 1981 ha lavorato come ricercatore presso il Centro Scientifico della IBM di Roma, fino a quando nel 1988 è diventato professore, prima associato e poi ordinario, di fisica teorica all'Università degli Studi di Roma Tor Vergata.
Nel corso degli anni, parallelamente all'attività di ricerca e insegnamento, Benzi ha fatto parte dell'Autorità per l’Informatica nella Pubblica Amministrazione dal 1995 al 2003, ed è stato poi consigliere scientifico per il Ministro dell’Innovazione e Tecnologia fino al 2006, svolgendo in seguito ulteriori attività di consulenza per il governo in ambito informatico.
In riconoscimento dei suoi risultati scientifici, Roberto Benzi ha ricevuto nel 2006, da parte della European Geosciences Union, la medaglia Richardson, e nel 2011 è stato eletto membro dell'Academia Europæa. Ha anche ricevuto nel 2021, assieme ai suoi collaboratori, il premio Ig Nobel per la fisica, per un lavoro del 2018 sulla dinamica delle folle, in particolare "per aver condotto esperimenti per capire perché i pedoni non collidano costantemente con altri pedoni".

## Ricerche
I risultati scientifici di Benzi spaziano su vari ambiti della fisica statistica, della fluidodinamica computazionale e della teoria della turbolenza.
All'inizio degli anni '80 descrisse, assieme ad Alfonso Sutera, Angelo Vulpiani e Giorgio Parisi, il meccanismo della risonanza stocastica, come spiegazione del perché i cicli di Milanković siano stati in grado di causare l'alternanza fra periodi glaciali e interglaciali nel Quaternario. Si tratta di un meccanismo matematico di carattere generale in grado di spiegare come, in un sistema fisico non lineare, piccole perturbazioni periodiche unite ad un rumore di fondo stocastico possano venire amplificate fino a generare importanti oscillazioni del sistema, che è stato poi osservato in sistemi elettronici, laser, reazioni chimiche e soprattutto neuroscienze.
Negli anni successivi, soprattutto in collaborazione con Sauro Succi (suo collega alla IBM di Roma), ha dato un contributo fondamentale allo sviluppo dei metodi reticolari di Boltzmann in fluidodinamica computazionale, in cui l'integrazione dell'equazione di Navier-Stokes è sostituita dall'integrazione della più fondamentale equazione di Boltzmann.
L'ambito su cui Benzi ha lavorato probabilmente di più è però quello dei flussi turbolenti. Fra i suoi tanti lavori si segnalano soprattutto il contribuito allo sviluppo dell'approccio multifrattale, usato per descrivere il fenomeno dell'intermittenza, e quella alla descrizione della cosiddetta extended self-similarity. Si è anche occupato nel tempo di flussi geofisici, fluidi complessi e altro.